# Diario Político de Santafé
El Diario Político de Santafé fue una publicación periódica bisemanal que circuló en Santafé de Bogotá entre agosto de 1810 y agosto de 1811 para "difundir las luces, instruir a los pueblos y señalar los peligros que nos amenazan y el camino para evitarlos, fijar la opinión y reunir las voluntades y afianzar la libertad y la independencia". Los autores del movimiento de 1810 delegaron a Francisco José de Caldas la tarea de hacer un periódico para ganar la opinión pública. Éste se encargó de la redacción del diario en colaboración con Joaquín Camacho y Miguel de Pombo.